# Routot
Routot é uma comuna francesa na região administrativa da Normandia, no departamento de Eure. Estende-se por uma área de 6,61 km². Em 2010 a comuna tinha 1 705 habitantes (densidade: 258,3 hab./km²).